# María Cruz Díaz
María Cruz Díaz García (née le 24 octobre 1969 à Barcelone) est une athlète espagnole spécialiste de la marche athlétique. Licenciée au CN Barcelona, elle mesure 1,61 m pour 47 kg.

## Carrière

### Palmarès
| Date | Compétition                    | Lieu         | Résultat | Performance    |
| ---- | ------------------------------ | ------------ | -------- | -------------- |
| 1985 | Championnats d'Europe juniors  | Cottbus      | 1re      | 5 000 m marche |
| 1986 | Championnats d'Europe          | Stuttgart    | 1re      | 10 km marche   |
| 1987 | Championnats d'Europe juniors  | Birmingham   | 2e       | 5 km marche    |
| 1987 | Coupe du monde de marche       | New York     | 10e      | 10 km marche   |
| 1987 | Championnats du monde          | Rome         | 4e       | 10 km marche   |
| 1988 | Championnats d'Europe en salle | Budapest     | 3e       | 3 km marche    |
| 1988 | Championnats du monde juniors  | Sudbury      | 1re      | 5 km marche    |
| 1989 | Coupe du monde de marche       | L'Hospitalet | 16e      | 10 km marche   |
| 1991 | Coupe du monde de marche       | San José     | 10e      | 10 km marche   |
| 1991 | Championnats du monde          | Tokyo        | 15e      | 10 km marche   |
| 1992 | Jeux olympiques d'été          | Barcelone    | 10e      | 10 km marche   |
| 2003 | Championnats du monde          | Paris        | DSQ      | 20 km marche   |

### Records
| Épreuve              | Performance | Lieu | Date |
| -------------------- | ----------- | ---- | ---- |
| 10 kilomètres marche | 44 min 48 s | Rome | 1987 |